# Al-Ghazali
Al-Ghazali (UK: /ælˈɡɑːzɑːli/, US: /ˌælɡəˈzɑːli, -zæl-/; tên đầy đủ أَبُو حَامِدٍ مُحَمَّدُ بْنُ مُحَمَّدٍ ٱلطُّوسِيُّ ٱلْغَزَالِيُّ hoặc ٱلْغَزَّالِيُّ, Abū Ḥāmid Muḥammad ibn Muḥammad aṭ-Ṭūsiyy al-Ġaz(z)ālīy; La tinh hóa Algazelus hoặc Algazel; k. 1058 - 19 tháng 12 năm 1111) là một triết gia  người Ba Tư, là một trong những triết gia Hồi giáo, thần học, luật gia và thần bí học nổi bật và có ảnh hưởng nhất của Hồi giáo Sunni.
Hầu hết người Hồi giáo coi ông là một Mujaddid, một người đổi mới đức tin, theo lời tiên tri hadith, xuất hiện mỗi thế kỷ một lần để khôi phục đức tin của ummah ("Cộng đồng Hồi giáo"). Các tác phẩm của ông đã được những người cùng thời hoan nghênh đến nỗi al-Ghazali đã được trao tặng danh hiệu cao quý "Bằng chứng của Hồi giáo" (Hujjat al-Islām).
Al-Ghazali tin rằng truyền thống tâm linh Hồi giáo đã trở nên khắc nghiệt và các môn khoa học tâm linh được dạy bởi thế hệ người Hồi giáo đầu tiên đã bị lãng quên. Điều đó dẫn đến việc ông viết cuốn sách magnum opus mang tên Iḥyā '' ulūm ad-dīn (" Sự hồi sinh của Khoa học tôn giáo "). Trong số các tác phẩm khác của ông, Tahāfut al-Falāsifa ("Sự thông minh của các triết gia") là một dấu mốc quan trọng trong lịch sử triết học, vì nó thúc đẩy việc phê bình khoa học Aristotle được phát triển sau này ở châu Âu thế kỷ 14.